# Aalburg
Aalburg  ( udtale ?) er en kommune og en by i den sydlige provins Noord-Brabant i Nederlandene. 
- Wikimedia Commons har flere filer relateret til Aalburg

51°45′14″N 5°07′53″Ø / 51.7539°N 5.1314°Ø